# Perlasca - Un eroe italiano
Perlasca - Un eroe italiano il film è una miniserie televisiva di coproduzione internazionale che narra le vicende di Giorgio Perlasca.

## Descrizione
La fiction venne trasmessa in prima visione TV su Rai 1 in prima serata il 28 e il 29 gennaio 2002. Venne trasmessa in replica da TV2000. La sceneggiatura è stata tratta dal libro di Enrico Deaglio La banalità del bene sulla storia di Perlasca.
L'attore protagonista è Luca Zingaretti nel ruolo di Giorgio Perlasca, considerato lo «Schindler italiano».

## Trama

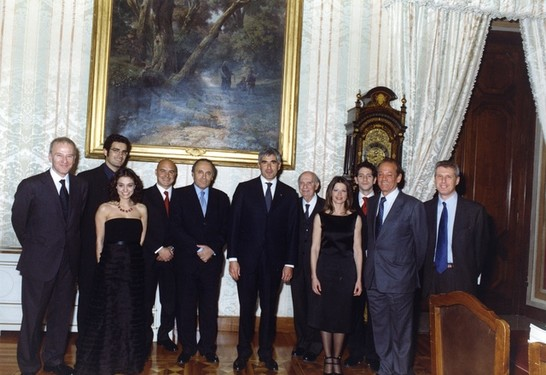
Il Presidente della Camera dei deputati, Pier Ferdinando Casini (al centro), saluta il cast del film all'anteprima

Giorgio Perlasca, un commerciante di carni di Padova, è un fascista convinto, tanto da lasciare la casa e il lavoro per combattere nell'esercito di Francisco Franco durante la guerra civile spagnola. L'armistizio di Cassibile lo sorprende in Ungheria, dove assiste sconvolto alle persecuzioni ai danni degli ebrei.
Giorgio ha un attestato firmato dal generale Franco che gli potrebbe valere la fuga in Italia, dove sua moglie lo sta aspettando, ma decide di non usarlo per rimanere a Budapest, con l'intenzione di strappare alla morte quanti più ebrei possibile. Si presenta con il suo documento all'ambasciata spagnola e riesce a farsi passare dai nazisti per console spagnolo, rischiando la vita. Protetto dall'alta carica, inganna i tedeschi, evita l'incendio del ghetto di Budapest e strappa ai campi di concentramento un gran numero di ebrei (più di 5000).
Dopo due anni, Giorgio ritorna in Italia, senza raccontare a nessuno ciò che ha fatto. La sua storia viene alla luce nel 1988, quando due delle donne ungheresi che aveva salvato lo rintracciano a Padova.